# Arachis lutescens
Arachis lutescens là một loài thực vật có hoa trong họ Đậu. Loài này được Krapov. & Rigoni miêu tả khoa học đầu tiên.